# Kerk van Midwolda

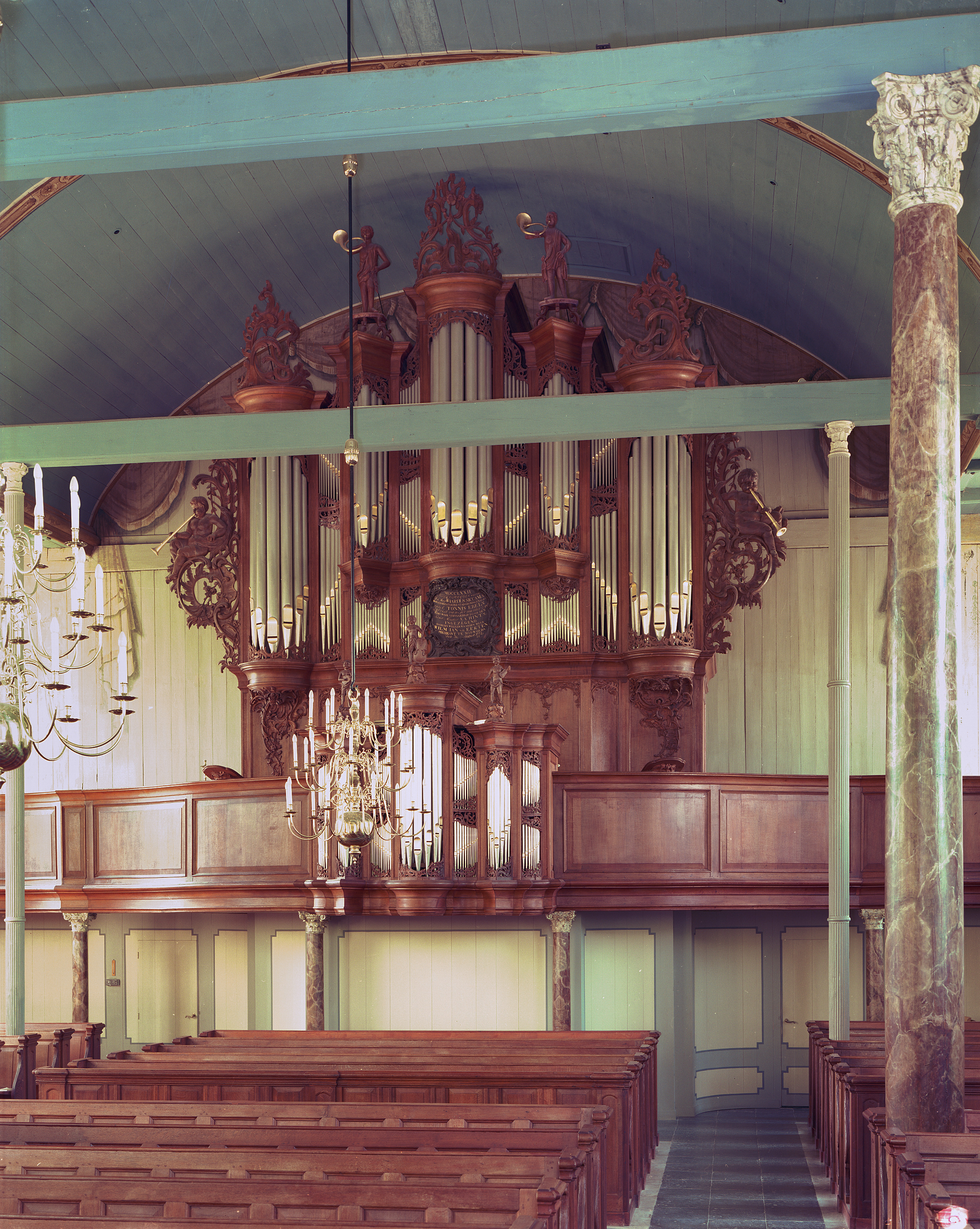
Hinszorgel uit 1772

De kerk van Midwolda is een tweebeukige zaalkerk uit 1738 in het dorp Midwolda in de gemeente Oldambt, die mede bekend is door het bijzondere kerkorgel uit 1772.
De huidige kerk verving de middeleeuwse Viertorenkerk van Midwolda die volgens de overlevering het grootste kerkgebouw in de provincie Groningen was. Omdat het dorp zich verplaatst had naar een zuidelijker gelegen zandrug om zich beter te beschermen tegen overstromingen van de Dollard, was de kruiskerk geïsoleerd komen te liggen. Bovendien was het gebouw steeds bouwvalliger geworden en een van de torens en het gewelf waren al ingestort.
De nieuwe kerk kwam dichter bij de dorpskern te staan. Eerst werd in 1708 een nieuwe kerktoren opgetrokken en in 1738 kwam het kerkgebouw gereed. De vier kleine dakruiters verwijzen naar de vier torens van de middeleeuwse kerk. De vier adelaars die als windvaan bovenop de spitsen zijn ontleend aan het wapen van de stad Groningen. De toenmalige bewoner van de Ennemaborg, Johan Hora, was een belangrijke financier van de nieuwe kerk. De eerste predikant was Wilhelmus Schortinghuis.
De kerk heeft een groot orgel uit 1772 van de beroemde orgelbouwer Albertus Antoni Hinsz. Het werd gefinancierd door Johan Hora Siccama, kleinzoon van Johan Hora. Voor een dorpsorgel is het uitzonderlijk groot. Het heeft 33 registers, verdeeld over twee klavieren en een vrij pedaal. Het orgel is een rijksmonument. Al het pijpwerk is tot op heden nog origineel.